# 泽泻
泽泻（学名：Alisma plantago-aquatica），又名藚、水舄。为多年生沼生草木，属泽泻科。其根状茎较短，叶子呈长椭圆形，基生。泽泻夏季开白花，排成大型轮状分枝的圆锥花序；花两性；内外轮花被各三枚，内轮花被片花瓣状，比外轮小。瘦果侧扁，顶端有宿存花柱。野生泽泻一般生长在沼泽地，分布于中国、日本和印度等地。
泽泻的根状茎是传统中药之一。中医理论认为其性寒，具有利水渗湿的功能，主治小便不利、水肿腹满、泄泻、淋浊等症。
一项动物实验将大剂量泽泻浸膏粉（相当于临床剂量20及40倍）混于饲料中喂饲大鼠3 个月，病理切片显示肝细胞及肾近曲小管有不同程度的浊肿与变性。。

## 延伸阅读
[在维基数据编辑]
 《欽定古今圖書集成·博物彙編·草木典·澤瀉部》，出自陈梦雷《古今圖書集成》
 《植物名實圖考·澤瀉》，出自吳其濬《植物名實圖考》

## 外部連結
- 澤瀉 Zexie （页面存档备份，存于） 藥用植物圖像數據庫 (香港浸會大學中醫藥學院) （中文）（英文）
- 澤瀉 中藥材圖像數據庫  (香港浸會大學中醫藥學院) （中文）（英文）
- 澤瀉 Ze Xie （页面存档备份，存于） 中藥標本數據庫 (香港浸會大學中醫藥學院) （繁體中文）（英文）
- 澤瀉醇B乙酸酯 Alisol B monoacetate （页面存档备份，存于） 中草藥化學圖像數據庫 (香港浸會大學中醫藥學院) （中文）（英文）